# تپه چله خانه
تپه چله خانه مربوط به دوره اشکانیان - دوره ساسانیان - سده‌های ۴ تا ۶ ه.ق -قرون اولیه دوران‌های تاریخی پس از اسلام است و در شهرستان کوهدشت، ۷۰ متری جنوب بافت مسکونی شهر درب گنبد واقع شده و این اثر در تاریخ ۲۸ اسفند ۱۳۸۵ با شمارهٔ ثبت ۱۸۴۲۵ به‌عنوان یکی از آثار ملی ایران به ثبت رسیده است.